# Contea di Megen
La contea di Megen era uno stato situato nel Brabante del Nord (Paesi Bassi). Si estendeva non solo attorno alla città di Megen, ma copriva anche l'area dei villaggi di Haren, Mach e Teeffelen.

## Storia
La città di Megen viene citata per la prima volta in un documento del 721 con il nome di Meginum. Un certo Alard viene citato nel 1145 come Conte di Megen. Nel 1420 giunse nei possessi di Heinrich Dicbier che l'aveva acquistata dalla prima casata di Megen. Un suo discendente, Giovanni V Dicbier vendette Megen nel 1469 a Guy di Brimeu e nel 1610 essa passò a Franz Heinrich von Croÿ. Nel 1648 venne firmata la pace nella cattedrale cittadina dopo che la contea era stata al centro di una disputa tra Albert Franz von Croÿ e gli stati generali olandesi, ma nel 1671 i Paesi Bassi dovettero riconoscere l'indipendenza della contea.
Megen passò nel 1666 ad Alexander von Vehlen, nel 1697 a Giovanni Guglielmo del Palatinato e nel 1728 alla casata di Schall von Bell. Carlo Schall von Bell perse la contea nel 1794 a favore della Francia rivoluzionaria. Nel 1800 venne venduta per un milione di franchi alla Repubblica Batava. A partire dal 1810 alla città di Megen venne riconosciuto lo status di comune e nel 1994, assieme ad Haren ed a Mach, venne integrata nel comune di Oss.

## Conti di Megen (XII sec. - 1794)
- ?-?: Alard di Megen
- ?-?: William I. di Megen
- 1285-1323: Giovanni I di Megen
- 1323-1347: Giovanni II di Megen
- 1347-1358: Guglielmo II di Megen
- 1358-1417: Giovanni III di Megen
- 1417-1420: Elisabetta di Megen
- 1420-1430: Enrico Dicbier
- 1430-1438: Giovanni IV Dicbier
- 1438-1469: Giovanni V Dicbier
- 1469-1477: Guy di Brimeu
- 1477-1515: Adriano di Brimeu
- 1515-1548: Eustachio di Brimeu
- 1548-1572: Carlo I di Brimeu
- 1572-1605: Maria di Brimeu
- 1610-1616: Franz Heinrich von Croÿ
- 1644-1666: Albert Franz von Croÿ
- 1666-1675: Alexander I von Vehlen
- 1675-1689: Ferdinand Gottfried von Vehlen
- 1689-1697: Alexander II von Vehlen
- 1697-1716: Giovanni Guglielmo del Palatinato
- 1716-1728: Carlo III Filippo del Palatinato
- 1728-1741: Maximilian Damian Schall von Bell
- 1741-1781: Ferdinand Schall von Bell
- 1781-1794: Carlo II Schall von Bell

alla Francia rivoluzionaria
| Controllo di autorità | VIAF (EN) 243836586 |